# Rawka błazen
Rawka błazen, niewłaściwie zwana  krewetką modliszkową (Odontodactylus scyllarus) – gatunek ciepłolubnego skorupiaka drapieżnego, wyróżniającego się jaskrawym, atrakcyjnym ubarwieniem.

## Budowa

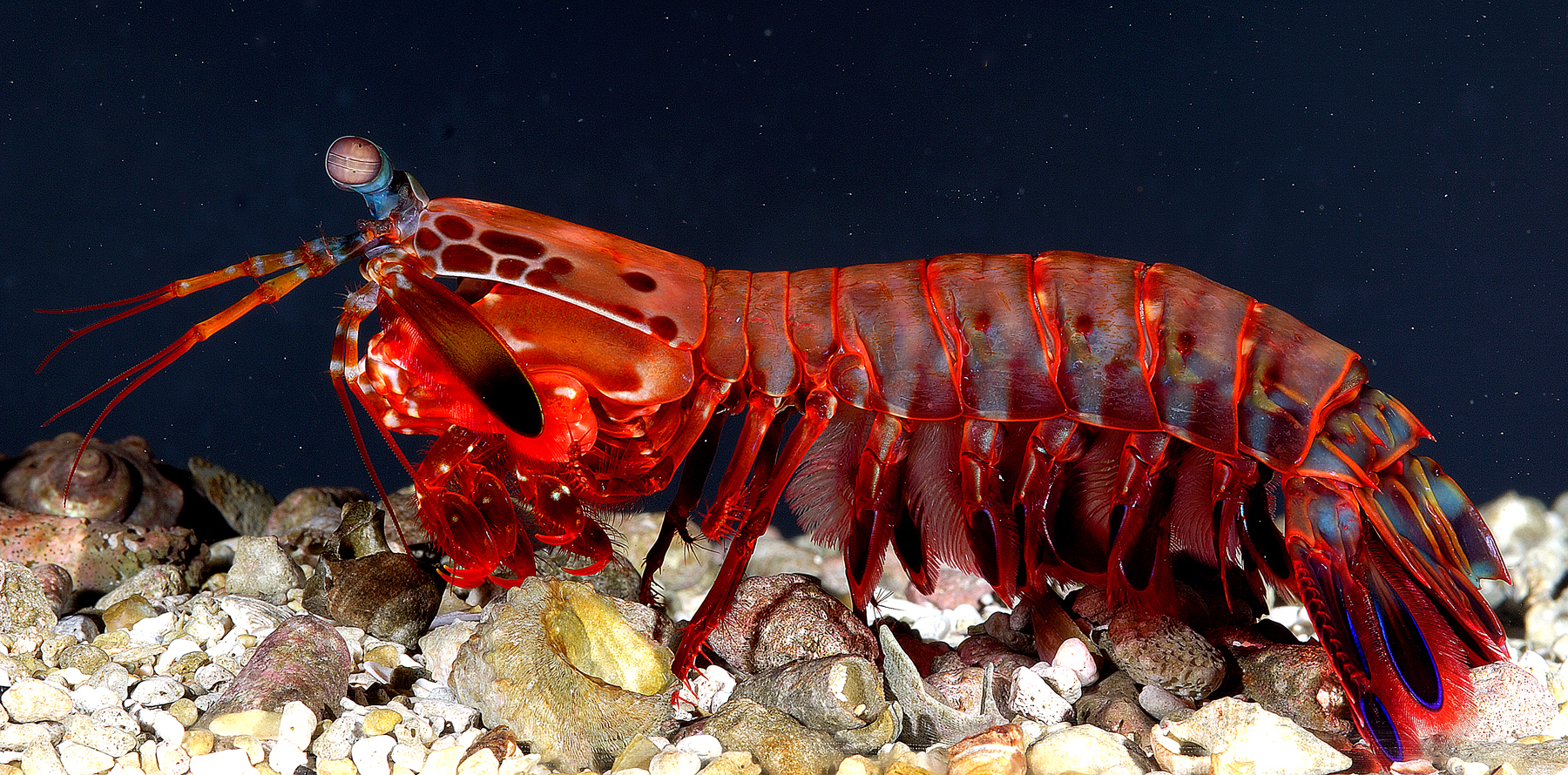
Widok rawki błazna z boku

Rawka błazen ma budowę ciała typową dla podgromady hoplitowców, dla których charakterystyczne jest podłużne ciało z dużym odwłokiem oraz chwytne odnóża tułowiowe II pary (szczękonóża), co upodabnia te zwierzęta do lądowych modliszek. 
U tego gatunku odnóża te wyposażone są na końcach w daktylokształtne zgrubienia, służące jak rękawice bokserskie – do uderzania przeciwnika. Odnóża te noszą nazwę młotów. Zadawanie bardzo szybkich i silnych ciosów młotami jest możliwe dzięki wyjątkowo odpornej budowie ich zakończeń. Tworzy je szkielet z podłużnych kryształów bardzo twardego hydroksyapatytu, uelastyczniony chitozanem. Pod spodem dodatkowo znajduje się amortyzująca poduszka, utkana z długich, odpowiednio ustawionych włókien chitozanu.
Osobliwą cechą tego skorupiaka są również oczy – prawdopodobnie najlepiej rozwinięte wśród wszystkich zwierząt. Poruszają się one niezależnie i umożliwiają nie tylko 360-stopniowy zakres widoczności, ale również widzenie m.in. w ultrafiolecie i podczerwieni, a także rozróżnianie polaryzacji światła. Długość ciała wynosi 3–18 cm.

## Biologia i ekologia
Rawka błazen jest bardzo groźnym drapieżnikiem w swojej klasie wielkości. Żywi się ogólnie skorupiakami i mięczakami, których pancerze i muszle z łatwością rozbija. Potrafi również uśmiercać nawet duże ryby. Podczas ataku zasypuje przeciwnika niezwykle silnymi uderzeniami młotów, które ponadto zdolne są do bardzo mocnego uścisku. Prędkość ciosów, najwyższa w świecie zwierzęcym, dochodzi do 100 km/godz., a ich działanie wzmacniane jest przez efekt kawitacji. Zużyte w ten sposób odnóża odrastają.
Zwierzę to zamieszkuje u-kształtne nory, wykopane w podłożu. Jest aktywne w ciągu całej doby. Żyje nawet 20 lat. Dorosłe błazny (samice?) opiekują się jajami, nosząc je ze sobą.

## Występowanie
Rawka błazen zamieszkuje morza gorącej strefy Indopacyfiku od wyspy Guam na Marianach po wschodnie wybrzeża Afryki. Zasiedla wody przybrzeżne na głębokości 3-40 (zwykle 10-30), a według innych danych – 10–70 m, o dnie piaszczystym, żwirowym lub pokrytym muszlami, często w sąsiedztwie raf. Preferencje te wynikają prawdopodobnie z konieczności kopania przez to zwierzę nor o odpowiednich parametrach.

## Rawka błazen a człowiek
Skorupiak ten jest wyjątkowo atrakcyjnie ubarwiony, jednak drapieżność i agresywność rawki błazna wyklucza bezpieczny chów akwaryjny innych zwierząt z dużymi osobnikami tego gatunku. Cechy te wymuszają również ostrożność ze strony nurka czy akwarysty, któremu potrafi ona zranić lub złamać palec. Niezwykła siła zwierzęcia powoduje konieczność trzymania go we wzmocnionych akwariach, najlepiej akrylowych, ponieważ akwarium standardowe może pęknąć pod jego uderzeniami.
W pierwszej dekadzie XXI w. rozpoczęto badania nad stworzeniem pamięci holograficznych i płyt DVD, współpracujących z szerokim spektrum światła tak, jak oczy rawki błazna. Z kolei budowa zakończeń młotów może w przyszłości posłużyć za wzorzec do konstrukcji lekkich i bardzo wytrzymałych ubiorów ochronnych, jak kaski robocze czy kamizelki kuloodporne.